# وستا (مینه‌سوتا)
وستا، مینه‌سوتا (به انگلیسی: Vesta, Minnesota) یک شهر در ایالات متحده آمریکا است که در شهرستان ردوود، مینه‌سوتا واقع شده‌است.

## خصوصیات
وستا ۱٫۰۶ کیلومترمربع مساحت و ۳۱۹ نفر جمعیت دارد و ۳۲۳ متر بالاتر از سطح دریا واقع شده‌است.